# Nguyễn Thanh Hải (tướng)
Nguyễn Thanh Hải (sinh 1958) là một tướng lĩnh Quân đội nhân dân Việt Nam. hàm Thiếu tướng, nguyên Chính ủy Binh chủng Tăng-Thiết giáp

## Thân thế và sự nghiệp
Ông sinh năm 1958, quê tại làng Phạm Xá, xã Ngọc Sơn, huyện Tứ Kỳ (nay thuộc thành phố Hải Dương), tỉnh Hải Dương.
Năm 2012, bổ nhiệm giữ chức Chính ủy Binh chủng Tăng-Thiết giáp
Tháng 12 năm 2014, bổ nhiệm giữ chức Phó Chính ủy Quân khu 3
Ông đã nghỉ hưu.